# Cixius laticeps
Cixius laticeps är en insektsart som först beskrevs av Melichar 1902.  Cixius laticeps ingår i släktet Cixius och familjen kilstritar. Inga underarter finns listade i Catalogue of Life.